# Simeon Sušický ze Sonnenštejna
Simeon Sušický z Sonnenštejna (též Šimon Sušický ze Sonenštejna) (1579 – 21. června 1621, Praha) byl pražský měšťan, staroměstský radní. Jeden ze 27 českých pánů, kteří byli 21. června 1621 popraveni na Staroměstském náměstí za účast na stavovském povstání, během kterého sloužil jako koncipista české komory.
20. února 1621 byl uvězněn ve staroměstské „špince“. Důvodem jeho trestu se stalo, že jako správce jezuitům zabavené klementinské koleje nezabránil žoldnéřům v drancování. Kat jej oběsil na břevnu vystrčeném z okna radnice, což byla ta největší potupa pro českobratrské věřící. V této církvi zastával post prokurátora. Jeho nevlastní syn, Jan Kutnauer ze Sonnenštejna, přišel na řadu při popravě ještě před ním.